# Порбандар
Порбандар (гудж. પોરબંદર) — індійське місто, столиця однойменного округу штату Гуджарат. Розташований на західному узбережжі Катхіавара, найбільш відомий як місце народження Мохандаса Карамчанда Ґанді.

## Історія
За підсумками розкопок вдалося виявити, що місто було значним портом в пізній період Індської цивілізації. В середині XVI століття після Різдва Христового Порбандар входив в князівство раджпутов, потім потрапив під владу моголів. Пізніше містом правили маратхі з клану Гаеквад, поки на початку XIX століття не стали васалами Британської Ост-Індської компанії. Після проголошення незалежності Індії в 1948 році Порбандар разом з усім півостровом увійшов до складу штату Саураштра, а в 1960 році — Гуджарат.

## Сучасний стан
Згідно з переписом 2001 року, у Порбандарі проживали 133 083 людини. З них 51 % — чоловічої статі, 11 % — діти; рівень грамотності дорівнював 73 % (в порівнянні з 59,5 % в цілому по країні). Крім шкіл, у місті працюють близько десятка коледжів.
У місті розташовані кілька великих підприємств, у тому числі з виробництва харчової та хімічної продукцій.
Порт, що мав велике значення в давнину, діє і зараз. Побудований всепогодний термінал, здатний обслуговувати судна дедвейтом до 50 000. Серед внутрішньоміського транспорту домінує автомобільний, у тому числі автобусний. Автомобільні дороги також з'єднують Порбандар з іншими великими містами півострова. Так, через місто проходить національна траса 8E, що з'єднує пункти на західному і південному узбережжі півострова. Траса 8B з'єднує Порбандар з Раджкотом, регіональними дорогами можна потрапити в Джамнагар, Хамбхалію і Джунагадхе. Потяги з залізничної станції Порбандара йдуть на схід, у Джамнагар і Раджкот. На схід від міста розташований однойменний аеропорт, звідки Jet Airways здійснює рейси в Мумбаї.